# Internationale communiste ouvrière
Ne doit pas être confondue avec la Quatrième Internationale fondée par Léon Trotsky en 1938.
 (novembre 2013).
L'Internationale communiste ouvrière, en allemand : Kommunistische Arbeiter-Internationale (KAI), aussi connue en tant que Quatrième Internationale ouvrière, est une internationale fondée en 1921, et disparue dans les années 1930, qui était considérée comme étant à la gauche de l'Internationale communiste.
Elle est fondée sur la base du Manifeste de la Quatrième Internationale communiste, publié par le Parti communiste ouvrier d'Allemagne (KAPD) en 1921 et représente le courant du communisme de conseils.

## Histoire
Elle fut créée en 1922, après une rupture au sein du KAPD, d'avec les membres de la Fraction d'Essen, incluant Herman Gorter (la Fraction de Berlin pensait que la formation d'une internationale était prématurée).  La KAI fut rejointe par le Parti communiste ouvrier de Hollande, Sylvia Pankhurst du Communist Workers Party de Grande-Bretagne, le Groupe de la gauche communiste révolutionnaire  de Russie (qui se rebaptisa Parti communiste ouvrier (Russie)), le Groupe communiste ouvrier  de Russie et quelques éléments de la Gauche communiste en Belgique et du Parti communiste ouvrier de Bulgarie.
L'Internationale (KAI) ne fut jamais capable d'organiser des activités pour tous et ne représentait pas plus de quelques milliers de membres. À la suite de la dissolution de certains de ces membres fondateurs, elle s'affaiblit au point de disparaître au milieu des années 1920.

## Principes et idées

### Sur laIIIeInternationale
Au sujet de la IIIe Internationale (Komintern), le KAI définit 12 principes sur cette dernière : 
1. La Troisième Internationale est une création russe, une création du Parti communiste russe. Elle a été créée pour soutenir la révolution russe, c'est-à-dire une révolution en partie prolétarienne et en partie bourgeoise.
2. En raison de la double nature de la révolution russe, dans la mesure où la Troisième Internationale devait venir en aide à la fois à la révolution prolétarienne russe et à la révolution bourgeoise russe, et donc aussi en raison de la double nature de son objectif, la Troisième Internationale s'est transformée en une organisation en partie prolétarienne et en partie capitaliste.
3. Dans la mesure où elle appelait à la révolution et à l'expropriation des capitalistes, elle était une organisation prolétarienne orientée vers la suppression du capitalisme ; dans la mesure où elle préservait le parlementarisme, les syndicats et la dictature du parti et de ses dirigeants, elle était une organisation bourgeoise, créée pour conserver et reconstruire le capitalisme : le parlementarisme, les syndicats et la dictature du parti ou de ses dirigeants ne conduisent pas au communisme, mais à la préservation du capitalisme.
4. La Troisième Internationale fut donc, dès sa création, une organisation partiellement contre-révolutionnaire.
5. Dans les pays européens, cette organisation a conduit non pas à la victoire, mais à la défaite du prolétariat.
6. Maintenant qu'après le printemps 1921, le parti bolchevik qui exerce sa dictature en Russie est passé au capitalisme, il a rapidement contraint la Troisième Internationale à revenir au capitalisme, et la Troisième Internationale est devenue de fait complètement capitaliste et bourgeoise depuis l'été 1921. La révolution a été abandonnée, la Troisième Internationale ne cherche plus que des réformes, et son but est devenu la reconstruction du capitalisme.
7. Puisque le capitalisme russe doit être reconstruit, et puisque ce capitalisme ne peut être reconstruit sans la réparation et la reconstruction du capitalisme européen, la Troisième Internationale a été obligée d’abandonner la révolution et de se tourner vers le réformisme, c’est-à-dire de proposer la reconstruction du capitalisme comme objectif.
8. Et pour reconstruire le capitalisme, la Troisième Internationale — tout comme le Parti bolchevique russe, désormais capitaliste, forge des liens avec les gouvernements capitalistes européens et avec le capitalisme européen pour reconstruire le capitalisme russe — forge maintenant des liens avec la Deuxième Internationale, et avec l’Internationale Deux et Demi, pour la reconstruction du capitalisme européen.
9. Le but de la Deuxième Internationale, de l'Internationale Deux et Demie et de la Troisième Internationale est le même que celui des États capitalistes et de leurs gouvernements. Le front uni de ces trois Internationales est un front uni avec le capitalisme.
10. Alors que le capitalisme est en pleine crise de mort et ne voit plus d’issue, le gouvernement soviétique et la Troisième Internationale proposent de le sauver.
11. C'est pourquoi la Troisième Internationale, comme le Parti bolchevique russe, est devenue une organisation totalement contre-révolutionnaire, une organisation qui trahit le prolétariat. Elle doit être mise dans le même sac que la Deuxième Internationale et l'Internationale Deux et Demie.
12. De même que le prolétariat de tous les pays est un instrument aux mains des partis sociaux-démocrates, bourgeois et réactionnaires pour préserver le capitalisme, le reconstruire et l'étendre à travers le monde, en confiant le pouvoir à ces partis et à leurs dirigeants, de même il devient aujourd'hui, à son tour, un instrument aux mains de la Troisième Internationale, et pour le même objectif. Le but de la Troisième Internationale n'est pas la révolution et la libération du prolétariat, mais le pouvoir personnel dans l'État bourgeois et l'asservissement du prolétariat.

### Sur les principes internes de l'Internationale communiste ouvrière (KAI)
Six principes sont revendiquées par le KAI : 
1. Dans la mesure où la situation de l'ensemble du prolétariat international, au sein d'un capitalisme mondial en pleine crise de mort, exige la révolution prolétarienne comme réalisation de sa tâche pratique actuelle, de même les bases intellectuelles et les relations organisationnelles de la classe ouvrière mondiale ne sont pas à la hauteur de ce défi historique. L'écrasante majorité du prolétariat mondial est prisonnière des modes de pensée de la propriété privée bourgeoise et des formes de collaboration internationale de classe entre le capitalisme et le prolétariat, formes qui, chacune jouant son rôle dans un processus unifié, sont soutenues par tous les moyens disponibles par toutes les organisations prolétariennes existantes ; cela place devant les prolétaires révolutionnaires de tous les pays la conséquence historiquement inévitable de la fondation d'une nouvelle Internationale prolétarienne.
2. Cette nouvelle Internationale prolétarienne, l'Internationale Communiste des Travailleurs (KAI), représente la lutte de classe prolétarienne pure et a pour tâche pratique d'abolir la propriété privée bourgeoise-capitaliste et de la transformer en propriété commune prolétarienne-socialiste. Au-delà de cet objectif, elle mène une lutte fondamentale pour la réalisation de la société communiste.
3. Reconnaissant que les conditions objectives pour le renversement de la bourgeoisie et la domination du prolétariat existent actuellement, il place au premier plan de son activité le principe du développement de la conscience de classe du prolétariat, c'est-à-dire qu'il veut aider le prolétariat à reconnaître qu'il est historiquement nécessaire d'en finir immédiatement avec le capitalisme ; pour cette même raison, il veut éveiller au sein du prolétariat la volonté effective de réaliser la révolution prolétarienne.
4. La réalisation de ces objectifs requiert comme condition préalable le caractère ouvertement anticapitaliste (tant dans le contenu que dans la forme) de son organisation et la direction de toutes ses luttes. Son point de référence suprême n'est pas l'intérêt particulier des associations nationales de travailleurs considérées isolément, mais l'intérêt commun de l'ensemble du prolétariat mondial : la révolution prolétarienne mondiale.
5. Comme premier pas vers son but, il s'efforce de faire comprendre la proclamation de la dictature de classe du prolétariat comme la destruction des pouvoirs de l'État capitaliste et l'instauration d'organismes administratifs prolétariens (États-Conseils). Il rejette toute méthode de lutte réformiste et lutte avec les armes antiparlementaires et antisyndicales de la classe prolétarienne révolutionnaire pour la création de conseils ouvriers révolutionnaires et d'organisations d'usine révolutionnaires (Syndicats ouvriers).
6. Elle dirige particulièrement sa lutte contre les organisations internationales existantes du prolétariat (les Internationales de Londres, de Vienne et de Moscou) qui, complices de la bourgeoisie dans leurs efforts mutuels pour reconstruire le capitalisme mondial, tentent de forger un front uni de la bourgeoisie et du prolétariat contre la révolution prolétarienne mondiale et représentent par conséquent les obstacles les plus dangereux à la libération du prolétariat.